# Cyaneolytta airensis
Cyaneolytta airensis es una especie de coleóptero de la familia Meloidae.

## Distribución geográfica
Habita en Sudán.